# Sindrome serotoninergica
La sindrome serotoninergica o sindrome da serotonina è una sindrome iatrogena, potenzialmente letale, che può verificarsi a seguito di interazioni tra alcuni farmaci, secondariamente ad una involontaria overdose di alcuni particolari farmaci o infine a causa dell'uso ricreativo di alcuni farmaci. La sindrome da serotonina non è una reazione da farmaci di tipo idiosincrasico, bensì una prevedibile conseguenza di un eccesso di attività serotoninergica a livello del sistema nervoso centrale (SNC) e del sistema nervoso periferico con coinvolgimento dei recettori della serotonina. Trattandosi dunque di una forma di avvelenamento, alcuni esperti preferiscono utilizzare il termine intossicazione da serotonina.
L'eccesso di serotonina produce uno spettro di sintomi che interessano la sfera cognitiva, il sistema nervoso autonomo e somatico. I sintomi possono variare da appena rilevabili a fatali. Numerosi farmaci e combinazioni di farmaci sono stati segnalati come in grado di determinare una sindrome serotoninergica. La diagnosi di questa sindrome può essere effettuata sia tramite la valutazione clinica del paziente e la sintomatologia prodotta, sia tramite una indagine approfondita della storia del paziente. La sindrome ha una sua precisa caratteristica, ma in alcuni soggetti può essere scambiata con altre malattie, in particolare in coloro che soffrono di sindrome neurolettica maligna. Nessun test di laboratorio può attualmente confermare la diagnosi. Il trattamento consiste nella sospensione di farmaci che possono contribuire a scatenare e sostenere la sindrome e, nei casi moderati o gravi, nella somministrazione di un antagonista della serotonina. Un importante trattamento adiuvante include il controllo dell'agitazione tramite la somministrazione di benzodiazepine.
Negli Stati Uniti la morte di Libby Zion avvenuta nel 1984 al New York Hospital a Manhattan, un caso giudiziario molto controverso, viene generalmente attribuita ad una sindrome serotoninergica. Questo evento mediatico ha indotto lo Stato di New York a modificare profondamente le regole di turnazione dei medici in ospedale, limitandone l'impegno a non più di 80 ore alla settimana e per non più di 24 ore consecutive.

## Epidemiologia
L'epidemiologia della sindrome serotoninergica risente della difficoltà diagnostica della sindrome. Molti medici non sono a conoscenza della diagnosi o possono effettuare una diagnosi errata a causa di sue manifestazioni variabili. Nel 1998, a seguito di un sondaggio condotto in Inghilterra, è stato evidenziato come l'85% dei medici di medicina generale che prescrivevano l'antidepressivo nefazodone non era a conoscenza della sindrome serotoninergica. Verosimilmente l'incidenza della sindrome potrebbe essere in aumento, in considerazione del maggior numero di farmaci pro serotoninergici che vengono utilizzati nella pratica clinica. Uno studio di sorveglianza post-marketing ha messo in luce un'incidenza di 0,4 casi per 1000 pazienti-mesi tra i soggetti che stavano assumendo nefazodone. Inoltre si ritiene che, a seguito di overdose da farmaci SSRI, circa il 14%-16% delle persone sviluppi la sindrome da serotonina.

## Eziologia
Sono diversi i farmaci che sia da soli ad alti dosaggi sia in combinazione possono determinare una sindrome da serotonina.
| Classe               | Farmaco |
| -------------------- | --- |
| Antidepressivi       | Inibitori delle monoaminoossidasi (IMAO); Antidepressivi triciclici; Inibitori selettivi della ricaptazione della serotonina (SSRI); Inibitori della ricaptazione della serotonina e noradrenalina; Bupropione; Nefazodone; Trazodone; Mirtazapina. |
| Oppiacei             | Petidina; Tramadolo; Tapentadolo; Fentanil; Pentazocina; Buprenorfina; Ossicodone; Idrocodone; Destrometorfano. |
| Stimolanti del SNC   | Metilenediossimetanfetamina (MDMA); Tenanfetamina (MDA); Fentermina; Dietilpropione; Cocaina. |
| Agonisti della 5-HT1 | Sumatriptan; Rizatriptan; Naratriptan; Zolmitriptan; Eletriptan; Almotriptan; Frovatriptan; Avitriptan. |
| Psichedelici         | LSD; 5-metossi-diisopropiltriptamina. |
| Erbe                 | Erba di San Giovanni (Scacciadiavoli); Ruta siriana; Ginseng; noce moscata; Yohimbe. |
| Altri farmaci        | Triptofano; L-Dopa; Valproato; Buspirone; Litio; Linezolid; 5-idrossi-triptofano; Clorfeniramina; Risperidone; Olanzapina; Ondansetron; Granisetron; Metoclopramide; Ritonavir.                                                                     |

Molti casi di tossicità da serotonina si verificano in pazienti che hanno ingerito combinazioni di farmaci che aumentano in modo sinergico l'attività della serotonina a livello sinaptico.
Si può verificare anche in pazienti che hanno assunto una dose eccessiva di un singolo agente serotoninergico.
La combinazione di MAO-inibitori e di altri agonisti oppure precursori della serotonina incrementa in modo importante il rischio di sviluppare una grave sindrome serotoninergica che espone a pericolo di vita.
Molti MAO-inibitori inibiscono le monoamino-ossidasi irreversibilmente. Per questo motivo è necessario che l'organismo sintetizzi nuove molecole di enzima prima di tornare ad una situazione di normalità, e ciò può richiedere diverse settimane di tempo.
Molti farmaci sono stati erroneamente indicati come una possibile causa di sindrome serotoninergica. In passato, ad esempio, alcuni case report hanno indicato gli antipsicotici atipici tra le possibili cause di sindrome serotoninergica. In realtà sembra che queste molecole, proprio in base alla loro farmacologia, abbiano scarse probabilità di poter causare la sindrome.
È stato anche suggerito che la mirtazapina non abbia effetti serotoninergici significativi, e non sia quindi un farmaco a doppia azione. Il bupropione è stato accusato di poter causare la sindrome serotoninergica, tuttavia, dal momento che non vi è alcuna prova che questa molecola possieda una significativa attività su questo mediatore chimico, si ritiene improbabile che ciò possa accadere.

Nel 2006 la Food and Drug Administration tramite una dear doctor letter ha avvisato i sanitari che l'uso combinato di SSRI o SNRI e triptani oppure sibutramina potrebbe portare a gravi casi di sindrome serotoninergica.
Questo avviso è stato oggetto di molte critiche e contestato da altri ricercatori, poiché nessuno dei casi segnalati dalla FDA ha superato i criteri di Hunter per la sindrome da serotonina.
La sindrome si è tuttavia verificata in situazioni cliniche sorprendenti, ed a causa di variazioni fenotipiche individuali, è stato associata con farmaci inaspettati, tra cui la stessa mirtazapina.
Il rischio relativo, la gravità degli effetti collaterali serotoninergici e la tossicità da serotonina, considerati i singoli farmaci e la varietà di combinazioni possibili, è estremamente complessa.

La sindrome serotoninergica è stata segnalata in pazienti di tutte le età, compresi gli anziani, i bambini, e anche i bambini appena nati a causa di esposizione in utero.
La tossicità da serotonina degli inibitori selettivi SSRI aumenta con la dose, ma persino in caso di marcato sovradosaggio è insufficiente a provocare vittime per una sindrome serotoninergica, in adulti sani.
L'aumento della serotonina a livello del sistema nervoso centrale raggiunge concentrazioni potenzialmente fatali solo quando farmaci con diversi meccanismi di azione vengono associati fra loro.
Vari altri farmaci, diversi dai farmaci SSRI, presentano una potenza clinicamente significativa come inibitori della ricaptazione della serotonina (ad esempio il tramadolo, le amfetamine e la MDMA) e sono stati associati a gravi casi della sindrome.

## Manifestazioni cliniche
L'insorgenza dei sintomi è solitamente rapida, nell'ordine di pochi minuti.
Nelle forme più lievi possono verificarsi semplicemente un aumento della frequenza cardiaca (tachicardia), brividi, sudorazione, cefalea, dilatazione delle pupille (midriasi), mioclono, tremori intermittenti, spasmi e riflessi accentuati.

L'intossicazione moderata può inoltre provocare l'accentuazione dei rumori intestinali (borborigmi), diarrea, ipertensione arteriosa, ipertermia (febbre). L'accentuazione dei riflessi (iperreflessia) e le mioclonie tendono ad essere più evidenti agli arti inferiori rispetto a quelli superiori. Possono comparire alterazioni dello stato di coscienza quali ipervigilanza e agitazione.
L'intossicazione grave comprende un marcato aumento della frequenza cardiaca e della pressione arteriosa. Il paziente può precipitare in uno stato di shock, e la temperatura corporea può superare i 41 °C.
Altre manifestazioni patologiche possono essere l'acidosi metabolica, la rabdomiolisi, le convulsioni, l'insufficienza renale e la coagulazione intravascolare disseminata.
I sintomi sono spesso descritti come una triade clinica di anomalie:
- Effetti cognitivi: mal di testa, agitazione, ipomania, confusione mentale, allucinazioni, coma.
- Effetti autonomici: brividi, sudorazione, ipertermia, ipertensione, tachicardia, nausea, diarrea.
- Effetti somatici: mioclono (contrazioni muscolari), iperreflessia (che si manifesta con clono), tremore.

## Fisiopatologia
La serotonina è un neurotrasmettitore coinvolto in diversi stati tra cui l'aggressione, il dolore, il sonno, l'appetito, l'ansia, la depressione, l'emicrania e il vomito. Nell'uomo gli effetti di un eccesso di serotonina sono stati segnalati per la prima volta nel 1960 in pazienti che ricevevano un inibitore della monoaminoossidasi (MAO) e triptofano.
La sindrome è causata da un aumento della serotonina nel sistema nervoso centrale.
Originariamente si sospettava che l'azione del neurotrasmettitore sui recettori 5-HT1A nei nuclei grigi centrali nel midollo fosse responsabile dello sviluppo della sindrome.
Ulteriore studi hanno evidenziato come sia piuttosto la sovrastimolazione dei recettori 5-HT2A a contribuire in modo sostanziale alla condizione. Il recettore 5-HT1A probabilmente contribuisce alla sindrome attraverso un'interazione farmacodinamica, quando una aumentata concentrazione a livello sinaptico di un agonista della serotonina determina una saturazione di tutti i sottotipi di recettori.

Inoltre una iperattività noradrenergica a livello del sistema nervoso centrale può giocare un ruolo nella sindrome, dal momento che le concentrazioni di noradrenalina nel SNC risultano aumentate nella tossicità da serotonina ed i livelli sembrano correlare con l'esito clinico.

Forse anche altri neurotrasmettitori possono svolgere un ruolo. Gli antagonisti del recettore NMDA e del recettore GABA sono stati indicati come possibili cause dello sviluppo della sindrome.

La tossicità da serotonina è più accentuata quando vengono assunte dosi superiori a quelle raccomandate o si va in sovradosaggio franco e le manifestazioni cliniche si fondono in un continuum con gli effetti tossici da overdose.

### Concetto di spettro
Questo concetto sottolinea il ruolo che livelli progressivamente crescenti di serotonina giocano nel mediare il quadro clinico, che da effetti collaterali si fonde con gli effetti tossici.
La relazione dose-effetto è determinata da un aumento progressivo della serotonina, sia secondaria all'aumento della dose di un singolo farmaco che associata ad una combinazione di farmaci con effetti serotoninergici.

## Diagnosi
Non esiste un test di laboratorio per la sindrome da serotonina. Pertanto la diagnosi è basata sulla raccolta dei sintomi, sull'osservazione dei segni e sulla storia del paziente. Sono stati proposti diversi criteri diagnostici. I primi criteri rigorosi furono introdotti nel 1991 da Harvey Sternbach, professore di psichiatria alla UCLA. Successivamente alcuni ricercatori australiani svilupparono regole decisionali sui criteri di tossicità di Hunter, che hanno dimostrato una migliore sensibilità e specificità, rispettivamente dell'84% e 97%, se confrontati con il gold standard della diagnosi eseguita da parte di un medico tossicologo. A partire dal 2007, i criteri di Sternbach risultano quelli più utilizzati e diffusi.
I sintomi più importanti per la diagnosi di sindrome serotoninergica sono il tremore, l'acatisia e il clono (spontaneo, inducibile e oculare). L'esame fisico del paziente deve includere la valutazione dei riflessi tendinei profondi, della rigidità muscolare, della secchezza della mucosa orale, la dimensione e la reattività delle pupille, l'intensità dei rumori intestinali, il colore della pelle, e la presenza o assenza di sudorazione.
La storia del paziente gioca un ruolo importante nella diagnosi. L'esaminatore dovrebbe porre domande volte a valutare l'uso di farmaci (sia dietro prescrizione medica che da banco), l'uso ricreativo di sostanze illecite, e l'assunzione di integratori alimentari. Tutti questi agenti sono stati infatti implicati nello sviluppo della sindrome serotoninergica.
I criteri Hunter richiedono che un paziente abbia assunto un agente serotoninergico e soddisfi una delle seguenti condizioni:
- Clono spontaneo, o
- Clono inducibile più agitazione o diaforesi, o
- Clono oculare più agitazione o diaforesi, o
- Tremore più iperreflessia, o
- Ipertono oltre a temperatura cutanea > 38 °C più clono oculare o clono inducibile

### Diagnosi differenziale
La tossicità da serotonina ha un quadro clinico caratteristico che in genere è difficile confondere con altre condizioni mediche, ma in alcune situazioni può non essere riconosciuto perché può essere scambiato per una malattia virale, nevrosi d'ansia, un disturbo neurologico, un avvelenamento da sostanze anticolinergiche, tossicità simpaticomimetica o semplicemente il peggioramento di una condizione psichiatrica.
La condizione che più spesso viene confusa con la sindrome serotoninergica è la sindrome maligna da neurolettici. Le caratteristiche cliniche della sindrome neurolettica maligna e della sindrome da serotonina condividono alcuni aspetti che possono essere differenziati solo con difficoltà.
In entrambe le condizioni si registra una disfunzione autonomica ed una alterazione dello stato mentale. Tuttavia, in realtà sono condizioni molto diverse caratterizzate da una disfunzione di fondo molto diversa (serotonina in eccesso versus blocco dopaminergico). Sia il decorso che le caratteristiche cliniche della sindrome maligna da neurolettici possono differire significativamente da quelle della tossicità da serotonina.
La tossicità da serotonina ha una rapida insorgenza dopo la somministrazione di un farmaco serotoninergico e risponde con prontezza a farmaci che determinano un blocco della serotonina, come ad esempio la clorpromazina e la ciproeptadina. Il blocco dei recettori della dopamina che contraddistingue la sindrome neurolettica maligna ha invece un esordio lento, evolve nell'arco di diversi giorni dopo la somministrazione di un farmaco neurolettico e risponde a sostanze agoniste della dopamina, come la bromocriptina.

## Complicanze
Le complicanze possono essere gravi e portare convulsione, coma e coagulazione intravascolare disseminata.

## Trattamento
Il trattamento si basa principalmente sulla sospensione dei farmaci che hanno fatto precipitare la crisi e la somministrazione di molecole antagoniste della serotonina, come la ciproeptadina e il metisergide. Importante anche la terapia di supporto che comprende il controllo dell'agitazione, dell'instabilità autonomica e dell'ipertermia.
I soggetti che hanno ingerito una grande quantità di farmaci serotoninergici possono beneficiare di un trattamento di decontaminazione gastrointestinale effettuato tramite carbone attivo. Questo intervento deve essere effettuato entro un'ora dal sovradosaggio.

L'intensità della terapia dipende dalla gravità dei sintomi. Se i sintomi sono lievi, il trattamento può semplicemente consistere nella sospensione del farmaco incriminato, in alcune misure di supporto e nella somministrazione di benzodiazepine per il mioclono.
I casi moderati debbono essere trattati con maggiore intensità, trattando tutte le anomalie termiche e cardiorespiratorie eventualmente presenti. In genere questi casi ottengono beneficio dagli antagonisti della serotonina.

L'antagonista della serotonina, ciproeptadina, è la terapia raccomandata in fase iniziale. Non esistono studi clinici controllati che dimostrino la sua efficacia per la sindrome da serotonina.
Ciò nonostante in letteratura vi sono numerosi case report che dettagliano un apparente miglioramento dopo la somministrazione di ciproeptadina a pazienti in tossicità da serotonina.
Anche gli esperimenti sugli animali suggeriscono che vi sia beneficio nella somministrazione di antagonisti della serotonina.
La ciproeptadina è disponibile solo in compresse e quindi può essere somministrata solo per via orale o tramite sondino nasogastrico.
È improbabile che sia efficace in pazienti già trattati con carbone attivo e purtroppo ha un uso limitato nei casi più gravi di intossicazione.

Nei casi più gravi è necessario un trattamento farmacologico aggiuntivo che comprende la somministrazione di farmaci antipsicotici atipici dotati di attività antagonista della serotonina, come ad esempio olanzapina. I pazienti critici oltre a questo tipo di terapie richiedono anche un'adeguata sedazione e talvaolta paralisi neuromuscolare.
I pazienti che mostrano instabilità autonomica, come ad esempio una pressione arteriosa bassa, richiedono un trattamento con simpaticomimetici ad azione diretta, come adrenalina, noradrenalina, o fenilefrina.

Al contrario, l'ipertensione o la tachicardia possono essere trattati con farmaci antipertensivi ad azione breve come nitroprussiato o esmololo. I farmaci dotati di una durata d'azione più lunga, come ad esempio il propranololo dovrebbero essere evitati in quanto possono causare ipotensione e shock.

### Agitazione
In caso di tossicità serotoninergica uno dei trattamenti più importanti è il controllo dell'agitazione tramite benzodiazepine.
La contenzione fisica non è raccomandata in caso di agitazione o delirio, in quanto può contribuire ad un incremento della mortalità per un rinforzo delle contrazioni muscolari isometriche, le quali sono associate a grave acidosi lattica ed ipertermia.

Se la contenzione fisica si rende necessaria per uno stato di grave agitazione, non appena possibile deve essere rapidamente sostituita con la sedazione farmacologica. L'agitazione può causare la distruzione di una quota importante di fibrocellule muscolari. Questa distruzione può, a sua volta, causare gravi danni ai reni a causa di una condizione subentrante chiamata rabdomiolisi.

### Ipertermia
Il trattamento dell'ipertermia include la riduzione dell'eccessiva attività muscolare tramite sedazione con una benzodiazepina. Casi più gravi possono richiedere la paralisi muscolare con vecuronio, intubazione e ventilazione artificiale.
La succinilcolina non è raccomandato per la paralisi muscolare in quanto può aumentare il rischio di aritmia cardiaca da iperpotassiemia associata a rabdomiolisi.
Gli agenti antipiretici non sono raccomandati poiché l'aumento della temperatura corporea è dovuto all'iperattività muscolare e non a disfunzioni coinvolgenti il livello di regolazione ipotalamico.

## Prognosi
Dopo la sospensione dei farmaci serotoninergici, la maggior parte dei casi di sindrome serotoninergica si risolve nel giro di 24 ore.
In alcuni casi il delirio può persistere per un certo numero di giorni. I sintomi tipicamente persistono per un periodo di tempo più lungo in quei pazienti che assumono farmaci caratterizzati da una lunga emivita di eliminazione , metaboliti attivi, oppure una durata d'azione prolungata.
Sono stati riportati casi di riferito dolore muscolare e debolezza persistente per mesi. La sospensione dell'antidepressivo può contribuire alla persistenza del disturbo.
Con una gestione medica appropriata la sindrome serotoninergica si associa generalmente ad una prognosi favorevole.